# Krewetka bałtycka

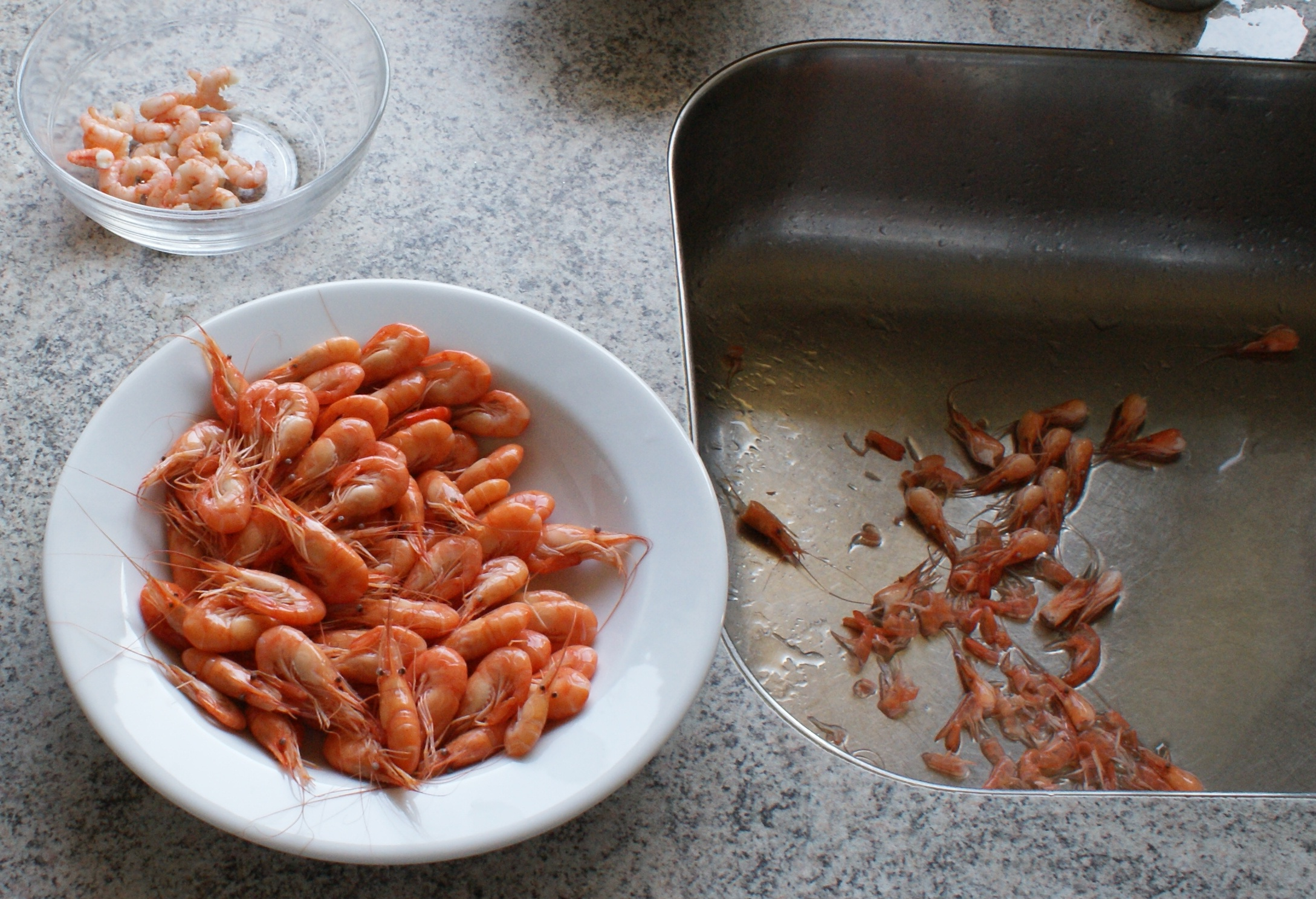
Obieranie gotowanych krewetek bałtyckich, złowionych w Danii

Krewetka bałtycka (Palaemon adspersus) – gatunek skorupiaka z rodziny Palaemonidae. Krewetka bałtycka występuje we wschodniej części Oceanu Atlantyckiego – od południowej Norwegii i Wysp Brytyjskich po Morze Śródziemne – oraz w Morzu Bałtyckim, Czarnym i Kaspijskim. To typowy mieszkaniec podwodnych zarośli, występujący przy dnie zarosłych zatok oraz wśród glonów porastających różne podwodne konstrukcje takie jak falochrony. Przeważnie bytuje na głębokości od 1 do 10 metrów. Maksymalny rozmiar do jakiego dorastają to 70 – 80 mm. W Morzu Bałtyckim długość samców nie przekracza 60 mm. Odżywiają się drobnymi skorupiakami, mięczakami, wieloszczetami (zwłaszcza nereidą różnokolorową), ale także glonami.
Poławiana w Danii oraz w małych ilościach w Szwecji.
Gatunek ten jest zastępowany obecnie przez krewetkę atlantycką, ale nie wiadomo, czy można to uznać po prostu za wypieranie. Na obszarach pierwotnego występowania krewetki atlantyckiej oba te skorupiaki żyją obok siebie.